# Cristóbal Galán
Cristóbal Galán (* um 1625; † 24. September 1684 in Madrid) war ein spanischer Komponist des Barocks.

## Leben
Cristóbal Galán war von 1653 an Sänger und Organist, später Kapellmeister in Cagliari auf Sardinien, von 1656 bis 1559 Kapellmeister in Morella. Anschließend hielt er sich in einer heute unbekannten Stellung in Madrid auf. Von 1664 bis 1667 war er Chordirektor an der Kathedrale von Segovia, 1667 wurde er Musikdirektor im Klarissenkloster Las Descalzas Reales in Madrid. 1680 wurde er zum Kapellmeister an den spanischen Königshof berufen.

## Wirken
Cristóbal Galán schuf Bühnenmusiken für am spanischen Hof aufgeführte Schauspiele, von denen allerdings nur Bruchstücke wie einzelne Arien oder Chöre überliefert sind, die den Einfluss des römischen Barock deutlich erkennen lassen. Erhalten sind zahlreiche Villancicos und andere geistliche wie weltliche Liedformen von einer bis zu 13 Stimmen, Messen, Motetten, ein Requiem und andere geistliche Musik sowie Kammermusik für Streicher nach italienischem Vorbild in Form von Solo-, Trio-, Quartett- und Oktettsonaten. Seine Werke waren in zahlreichen Musikhandschriften des 17. Jahrhunderts aus Spanien und Lateinamerika verbreitet. John H. Baron gab Galáns erhaltene Werke von 1991 bis 2004 in zehn Bänden heraus.

## Gesamtausgabe
- Cristóbal Galán: Obras completas. Ed. de John H. Baron. 10 Bände. Institute of Mediaeval Music, Ottawa 1991–2004 (= Gesamtausgaben / Institute of Mediaeval Music; XII)